# Szkoła historyczna
Szkoła historyczna – paradygmat badawczy w ekonomii i ekonomii politycznej, w którym przyjmuje się następujące założenia:
1. Ludzkie działanie jest uwarunkowane sytuacją historyczną.
2. Ludzkie działanie jest uwarunkowane partycypacją w takich bytach historycznych jak:

- państwa,
- narody,
- klasy społeczne,
- organizacje

## Założenia metodologiczne
1. Działań jednostki nie można badać, można badać wyłącznie działania zbiorowości (determinizm)
2. Aby zrozumieć działanie zbiorowości należy badać jego historyczny kontekst.
3. Aby zrozumieć ludzkie działanie należy badać funkcjonowanie bytów (historycznych), w których dana zbiorowość partycypuje (organicyzm)[1].

## Historyczne szkoły ekonomiczne
- Niemiecka szkoła historyczna
- Instytucjonalizm
- Brytyjska szkoła ekonomiczna
- Materializm historyczny (marksizm)